# Светослав Атанасов
Светослав Миланов Атанасов е български актьор и режисьор.

## Биография
Роден е в София на 3 октомври 1910 г. През 1932 г. завършва драматично-театралната школа към Народния театър. Между 1946 и 1948 г. специализира режисура в театър „Йозефщат“. През 1948 г. учи в Института за театрални науки във Виена при проф. Киндерман. От 1932 до 1933 г. е актьор в Съюзен пътуващ театър. Последователно работи в Пловдивски общински театър, Русенски общински театър, Шуменски общински театър, Плевенски областен театър, Задружен театър, Популярен театър. През 1941-1944 г. играе на сцената на Скопския народен театър, а след това в Добрички общински театър. Работи като режисьор в Градски народен театър-Пазарджик, Сливенски народен театър, Русенски драматичен театър, Пернишки драматичен театър, Драматично-музикален театър в Пазарджик и Кюстендилски драматичен театър. Почива на 19 юли 1991 г. в София.

## Постановки
Светослав Атанасов играе множество роли и е режисьор на многобройни постановки, по-значимите са:
- „Хитрата вдовица“ – Карло Голдони
- „Дон Карлос“ – Фридрих Шилер
- „Борислав“ – Иван Вазов[1]